# Petrosia weinbergi
Petrosia weinbergi är en svampdjursart som beskrevs av van Soest 1980. Petrosia weinbergi ingår i släktet Petrosia och familjen Petrosiidae. Inga underarter finns listade i Catalogue of Life.